# Podogaster masisi
Podogaster masisi är en stekelart som beskrevs av Ian D. Gauld och Bradshaw 1997. Podogaster masisi ingår i släktet Podogaster och familjen brokparasitsteklar. Inga underarter finns listade i Catalogue of Life.